# Проституция в Казахстане
Проституция в Казахстане разрешена, но запрещены настойчивые приставания в общественных местах и сводничество, то есть посредничество между мужчиной и женщиной для содействия их вступлению в сексуальную связь (содержание борделей, предоставление помещений для занятий проституцией и пр.)

## История
В Казахской ССР проституция была запрещена 13 июля 1987 года; за первоначальное правонарушение полагался штраф 100 рублей, за повторное в течение года — 200. 30 января 2001 года Казахстан стал аболиционистской страной; ответственность за занятие проституцией отменена. 4 июля 2013 года Казахстан принял закон о противодействии торговле людьми, который, в частности, запретил предоставление помещений заведомо для занятия проституцией или сводничества под угрозой штрафа. С 1 января 2015 года в Казахстане вводится административная статья 449 «Приставание в общественных местах», которая относится в том числе к проституткам, пристающим к потенциальным клиентам. Спокойно стоящих на месте проституток статья не затронет.
Коммерческий секс входит в сферу интересов криминальных элементов в правоохранительных органах. В ремесло вовлечены несовершеннолетние. В декабре 2003 года начальник отдела по делам несовершеннолетних, заместитель начальника управления по делам несовершеннолетних и защите женщин от насилия департамента общественной безопасности Министерства внутренних дел Республики Казахстан Нелли Моисеева утверждала, что в стране планомерно снижается количество несовершеннолетних, задержанных за занятие проституцией: «Более чем на 40% в 2003 году снизилось число несовершеннолетних лиц, занимающихся проституцией. В прошлом году было 66 детей за 9 месяцев, в этом году за аналогичный период — 38».
Инвалиды Караганды в 2009 году ходатайствовали насчёт легализации коммерческого секса в парламенте страны, но успеха не добились. При этом секс-работники традиционно находятся в группе риска ВИЧ, что делает их способ заработка опасным для жизни на фоне распространения вируса в Казахстане.
В начале 2010 года на учёт поставлены 341 проститутка и 56 сутенёров.